# Каміїта

Ка́міїта́ (яп. 上板町, かみいたちょう, МФА: [kamʲi.ita t͡ɕoː]?) — містечко в Японії, в повіті Ітано префектури Токусіма.  Отримало статус містечка 1955 року. Площа становить 34,51 км². Станом на 1 серпня 2012 року населення складало 12 489  осіб, густота населення — 362 осіб/км².   